# 3. juledag
3. juledag er en gammel dansk helligdag som blev afskaffet ved Helligdagsreformen af 1770.
Dagen helligholdtes før 1770 den 27. december, og var oprindelig en katolsk helgendag kaldet "Festum St. Johannis Evangelistæ", dvs. en helgendag for Apostlen Johannes som ifølge traditionen døde på denne dag.